# بخش پری (شهرستان آلن، اوهایو)
بخش پری (به انگلیسی: Perry Township) یک منطقهٔ مسکونی در ایالات متحده آمریکا است که در شهرستان آلن، اوهایو واقع شده‌است.
 بخش پری ۸۴٫۹ کیلومتر مربع مساحت و ۳٬۵۳۱ نفر جمعیت دارد و ۲۸۴ متر بالاتر از سطح دریا واقع شده‌است.